# Rosen Blood
Rosen Blood (Rosen Blood～背徳の冥館～ Rosen Blood: Haitoku no Meikan) ist eine Manga-Reihe der japanischen Mangaka Kachiru Ishizue, die seit September 2017 im Magazin Princess des Verlages Akita Shoten erscheint. Das Werk ist in den Genres Fantasy, Reverse Harem, Romantik, Shōjo und Horror zuzuordnen. Die Geschichte folgt Stella, einer jungen Frau, die nach einem Unfall mit ihrer Kutsche von einem mysteriösen Mann aufgegabelt und auf sein Anwesen gebracht wird.

## Handlung
Nachdem die Kutsche, die die junge Frau Stella für ihre Reise nutzt, verunglückt, wird sie von einem großen und gut aussehenden Fremden in ein mysteriöses Anwesen, welches von giftigen Rosen umgeben ist, gebracht. Der Mann lebt dort mit drei weiteren schönen Männern.
Da Stella bei dem Unfall ihr gesamtes Hab und Gut verloren hat, ist sie gezwungen in der Villa der Männer als Maid  zu arbeiten. Dies erweist sich für sie als besonders gefährlich, denn die vier Männer sind in Wahrheit Vampire.

## Veröffentlichung
In Japan erschien der Manga im Magazin Princess des Verlages Akita Shoten. Der erste Teil wurde am 6. September 2017 veröffentlicht. Der erste Band im Tankōbon-Format erschien am 13. Juli 2018 im japanischen Handel. Der zweite Band der Reihe folgte am 19. August 2019. Ende Dezember 2021 wurde angekündigt, dass der Manga mit Herausgabe des fünften Bandes enden wird. Das letzte Kapitel erschienen zunächst in der August-2022-Ausgabe des Princess-Magazins. Der abschließende fünfte Band erscheint am 14. September gleichen Jahres in Japan.
Der Manga erscheint seit 2019 über den Verlag Jeoeun Sesang in koreanischer Sprache in Südkorea. Im April des Jahres 2020 kündigte der Mangaverlag Carlsen Manga eine deutsche Fassung der Mangareihe für März 2021 an. Damit war Rosen Blood Ishizues Deutschlanddebüt. Die Serie erschien schließlich in einer Übersetzung von Alexandra Klepper von März 2021 bis September 2023. Eine französische Fassung der Mangareihe erschien ab September 2021 beim Verlag Pika Édition und eine Übersetzung in englischer Sprache bei Viz Media. Edizion Star Comics gibt den Manga auf Italienisch heraus.
| Band | Veröffentlichung (JP) | ISBN (JP)              | Veröffentlichung (DE) | ISBN (DE)              |
| ---- | --------------------- | ---------------------- | --------------------- | ---------------------- |
| 1    | 13.07.2018            | ISBN 978-4-253-27305-3 | 02.03.2021            | ISBN 978-3-551-75527-8 |
| 2    | 19.08.2019            | ISBN 978-4-253-27306-0 | 29.06.2021            | ISBN 978-3-551-75528-5 |
| 3    | 16.10.2020            | ISBN 978-4-253-27307-7 | 21.12.2021            | ISBN 978-3-551-75529-2 |
| 4    | 16.08.2021            | ISBN 978-4-253-27308-4 | 30.08.2022            | ISBN 978-3-551-75530-8 |
| 5    | 14.09.2022            | ISBN 978-4-253-27309-1 | 29.08.2023            | ISBN 978-3-551-75650-3 |

## Rezeption
Der erste Band, der am 6. Dezember 2021 in englischer Sprache über Viz Media erschien, wurde von mehreren Redakteuren des Anime-Nachrichenportals Anime News Network besprochen und gemischt bis positiv wahrgenommen. So bezeichnet Rebecca Silverman die Prämisse der Geschichte als eine gelungene Mischung aus Vampirgeschichte und dem Märchen Blaubart. Allerdings wurde negativ angemerkt, dass Stella trotz der eindeutigen Zeichen, nicht die Gefahr erkennt, in der sie sich befindet. Auch wurde kritisch angemerkt, dass die vier Vampire kaum Charakterentwicklung erfahren und die typischen Merkmale aufweisen: ein grübelnder Hauptcharakter, ein süßes Kind bzw. der gefährliche Typ. Dennoch habe die Reihe seinen eigenen Charme. Was ebenfalls hervorgehoben wird, ist, dass Rosen Blood eine deutliche Sexpositivität aufweist, welches andere Werke des Genres kaum aufweisen.
Dallas Marshall bezeichnet Rosen Blood in seiner Besprechung des ersten Bandes für das Onlineportal Comic Book Researchers als solide Geschichte über übernatürliche Romantik, die mit einigen Überraschungen aufwarten kann. Dabei greife Autorin Kachiru Ishizue in ihrer Mangareihe auf sämtliche Stilmittel des Genres zurück. Dabei lobt Marshall vor allem die Zeichnungen, vom Charakterdesign bis hin zur Szenerie, die als träumerisch und wunderschön detailliert empfunden wurden. Während Marshall davon ausgeht, dass Fans von Gothic-Romantik die Serie lieben werden, wird die Serie von anderen Mangalesern aufgrund seiner Thematik gemieden werden. Als kritisch wurde die Handlungsschnelligkeit der Geschichte angesehen, die es dem Leser unmöglich lässt, diese zu genießen.
Burak Dogan schreibt in seiner Rezension beim deutschen Portal Manga2you, dass die Autorin mit Rosen Blood das Rad nicht neu erfindet, ihre Zeichnungen diesen Aspekt aber wettmachen. Das Werk weise in seiner Aufmachung gewisse Parallelen mit der Videospielserie Diabolik Lovers auf. Rosen Blood füge sich mit seiner Prämisse vielen ähnlich aufgebauten Vampirgeschichten ein. 2021 erhielt die Serie eine Nominierung bei den Anime2you-Awards in der Kategorie Beste Manga-Reihe.